# أوركسترا الفردوس

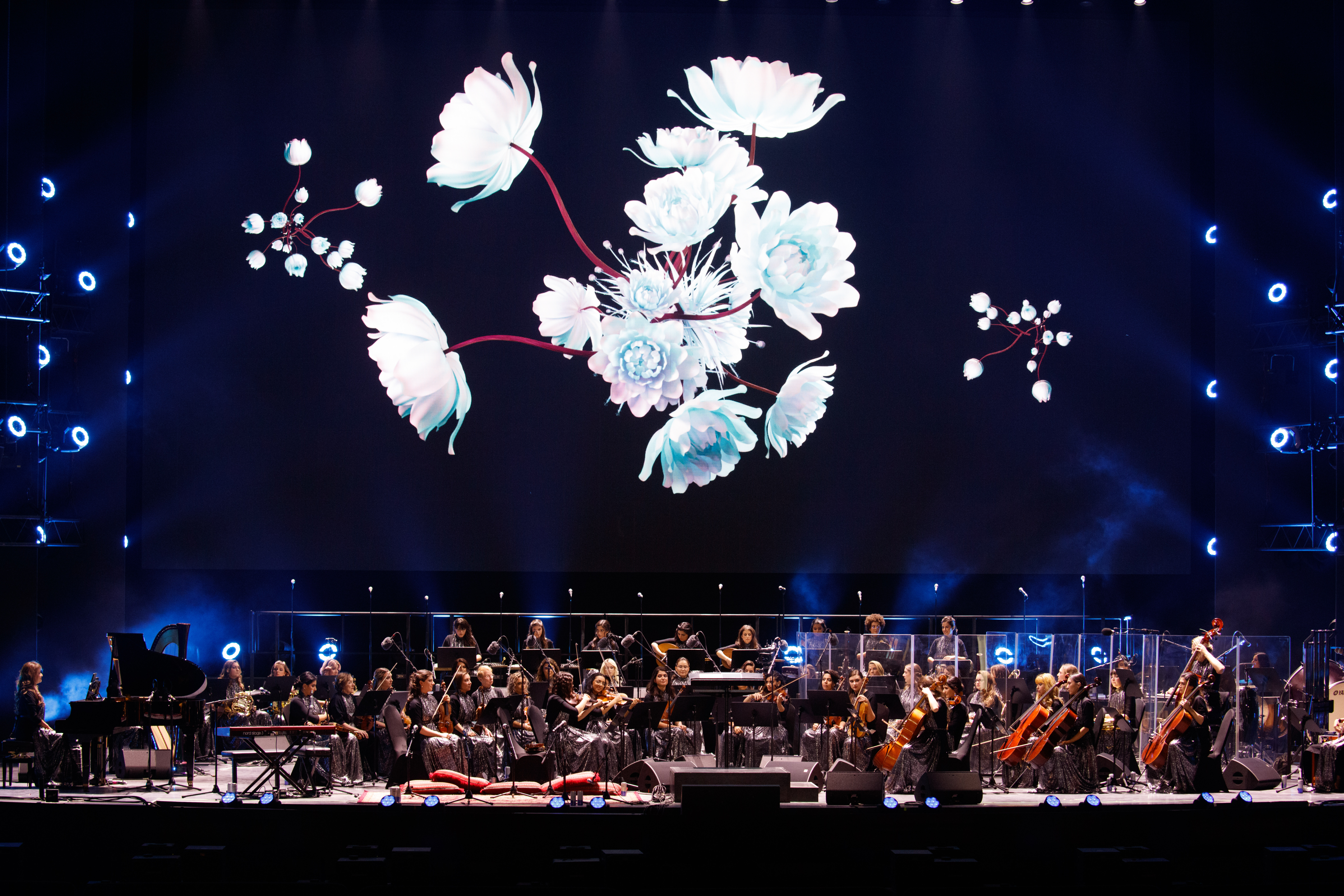
أوركسترا الفردوس

أوركسترا الفردوس هي مبادرة من إكسبو سيتي دبي، وهي فرقة نسائية مقرها في دولة الإمارات العربية المتحدة. تحمل الأوركسترا اسم الفردوس وهو إسم من أسماء الجنة.

## تاريخ
أوركسترا الفردوس هي من أفكار ريم إبراهيم الهاشمي، وزيرة دولة لشؤون التعاون الدولي والرئيس التنفيذي لمدينة إكسبو دبي، ويشرف عليها الملحن الحائز على جائزة الأوسكارأي.أر. رحمان.

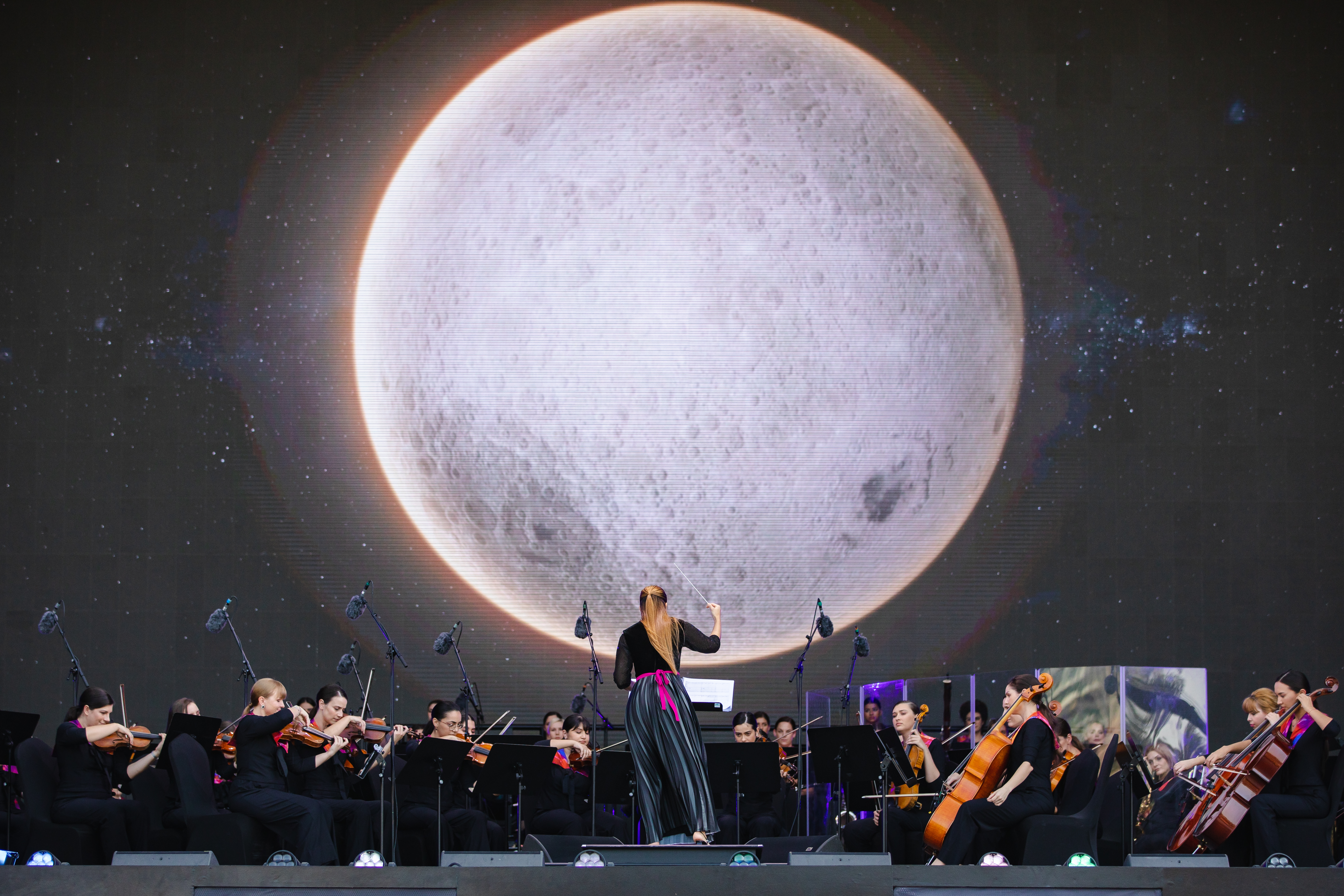
أوركسترا الفردوس

بقيادة مونيكا وودمان، تعتبر هذه أول أوركسترا نسائية مقرها في دبي، الإمارات العربية المتحدة. ظهرت الأوركسترا لأول مرة في حفل افتتاح معرض إكسبو 2020 دبي، وتضم أكثر من 50 موسيقيًا محترفًا من جميع أنحاء العالم، يجتمعون معًا لوضع أساس للثقافة الأوركسترالية في الشرق الأوسط.
أي.أر. رحمان نظم أوركسترا من خلال تدريب مجموعة متنوعة من الموسيقيين. تعزف الأوركسترا مزيجًا من الموسيقى الكلاسيكية، وموسيقى البوب، والموسيقى المدمجة. يقدمون العروض والمؤلفات السمفونية لـ أي.أر. الرحمن بالإضافة إلى التناغمات الأوركسترالية الغربية والألحان القديمة من مشروع القوالي الأوركسترالي.
تتميز أوركسترا الفردوس بآلات شرق أوسطية وهندية مثل القانون، والبزق، والناي، والعود، والدف، والدربكة، والسيتار، إلى جانب الآلات الأوركسترالية الغربية.
منذ عرضها الأول، اعتلت الأوركسترا خشبة المسرح في إكسبو 2020 دبي مع فنانين من بينهم أندريا بوتشيلي، وحسين الجسمي، وأنوشكا شانكار، ومشروع القوالي، والمرشد أ.ر. الرحمن.
في موسمها الثاني، انضمت إلى الأوركسترا الفنان النيجيري سونميسولا أجيبيبي، وبيونسيه لإطلاق فندق رويال أتلانتس، وكاترينا فيلاردي من الفلبين، وعاطف أسلم، و اختيرت ليكونوا جزءًا من احتفال ديزني بمرور 100 عام على مسرح ديزني. حفلات الأميرة في دبي.

## المشاريع
- الظهور الأول للأغنية المسجلة "المسيرة التركية" في 22 سبتمبر 2021.
- حفل افتتاح معرض إكسبو 2020 دبي في ساحة الوصل في 21 أكتوبر 2021.
- الحفل الموسيقي "مثل الفضاء، الموسيقى لا حدود لها" يحتفل بيوم الفضاء في 23 أكتوبر 2021.
- الإصدار الرقمي لأغنية "سوناتا ضوء القمر" من تصميم أ.ر. الرحمن.[9]
- الأداء على مسرح اليوبيل احتفالاً بيوم الفضاء في 23 أكتوبر 2021 جنبًا إلى جنب مع المرشد أ.ر. الرحمن
- عرض "أسبوع التسامح والشمولية" في 16 نوفمبر 2021.
- أداء احتفالي مع ليديان ناداسوارام وختيجة الرحمن 20 نوفمبر 2021 بمناسبة يوم الطفل.
- مسجل لماذا؟ المسرحية الموسيقية لمؤلفات أ.ر. الرحمن، من إخراج شيخار كابور.[10]
- أداء تعاوني مع عازفة السيتار المرشحة لجائزة جرامي أنوشكا شانكار في 6 فبراير 2022.
- عرض يحتفل بـ "موضوعات A.R." الرحمن في 25 فبراير 2022.
- أداء لليوم العالمي للمرأة في 8 مارس 2022 مع مشروع قوالي، سولانج، نبيلة مان، راكشيتا سوريش، ختيجة الرحمن، رحيمة الرحمن، سوشيتا ساتيش.[11]
- الحفل الختامي لإكسبو 2020 دبي في ساحة الوصل مع كريستينا أجيليرا ونورا جونز والفائز بجائزة جرامي يو يو ما.
- التسجيل لأفلام مدراس توكيز من إخراج ماني راتنام، بى اس I بى اسII.[12]

## سلسلة إعادة اختراع
اطلق سلسلة إعادة اختراع في يوم الموسيقى العالمي (21 يونيو) بفيلم مدته ساعة واحدة يضم مقطوعات معاد ترتيبها للملحن الألماني الشهير يوهانس برامز.
شهد العرض الأول للمسلسل أداء الأوركسترا النسائية لأربعة من مؤلفات برامز: الرقص المجري، وخماسية الكلارينيت في درجة ب الصغرى، والسيمفونية رقم 3، واختلافات حول موضوع لهايدن.